# Hot Girl Summer
«Hot Girl Summer» — песня американской рэперши Megan Thee Stallion, записанная при участии Ники Минаж и Ty Dolla Sign. Сингл был издан 9 августа 2019 года. Песня дебютировала на первом месте хит-парада Rolling Stone Top 100.

## Информация о песне
Летом 2019 года фраза «hot girl summer» стала вирусной в социальных сетях и породила интернет-мемы ещё до выхода одноимённой песни. В песне «Cash Shit» Меган Зи Сталлион охарактеризовала себя как «thee hot girl». Фраза «hot girl summer» впервые появилась в Твиттере певицы 14 апреля 2018 года: «This abt to be a REAL HOT GIRL SUMMER» («Наступает лето горячей девушки»). Сама певица позже пояснила, что для неё эта фраза «о женщинах и мужчинах, которые беззастенчиво являются самими собой, просто отлично проводят время, вдохновляют своих друзей, являются собой». Впоследствии пользователи соцсетей стали выкладывать фотографии себя с использованием фразы «hot girl (или boy) summer». Меган Зи Сталлион зарегистрировала торговую марку «hot girl summer».
Первое упоминание о песне появилось 18 июля 2019 года в Твиттере певицы. 28 июля Меган Зи Сталлион опубликовала короткий отрывок из песни. Информация о том, что в записи приняла участие Ники Минаж, появилась 5 августа; именно ради возможности поработать с приглашённой артисткой выход сингла задержался на несколько дней. Ники Минаж пояснила, что запись могла не состояться из-за того, что она почти потеряла свой голос. В песне использован семпл из композиции «Act Up» группы City Girls.
Видеоклип к песне вышел в свет 3 сентября 2019 года. В качестве камео в клипе появились рэпер Rico Nasty, Ла Ла Энтони, Juicy J и French Montana.
Первое живое исполнение песни «Hot Girl Summer» состоялось на церемонии вручения премий MTV Video Music Awards 2019, где песня также стала обладателем награды в номинации Best Power Anthem.

## Позиции в чартах
| Чарт (2019)                           | Наивысшая позиция |
| ------------------------------------- | ----------------- |
| Австралия (ARIA)                      | 64                |
| Канада (Billboard Canadian Hot 100)   | 38                |
| Венгрия (Single Top 40)               | 16                |
| Ирландия IRMA                         | 51                |
| Новая Зеландия Hot Singles (RMNZ)     | 2                 |
| Шотландия (OCC Scotland)              | 54                |
| Словакия (Singles Digitál Top 100)    | 85                |
| Великобритания (OCC UK Singles)       | 40                |
| Великобритания (OCC UK Hip Hop/R&B)   | 25                |
| США (Billboard Hot 100)               | 11                |
| США (Billboard Hot R&B/Hip-Hop Songs) | 7                 |
| США (Billboard Rhythmic)              | 8                 |
| США Rolling Stone 100                 | 1                 |

## Награды и номинации
| Год  | Премия                 | Номинация         | Результат | Ссылка |
| ---- | ---------------------- | ----------------- | --------- | ------ |
| 2019 | MTV Video Music Awards | Best Power Anthem | Победа    | [ 32 ] |